# Henry Joseph Shindika
Henry Joseph Shindika (ur. 3 listopada 1985 w Mwanzie) – tanzański piłkarz występujący na pozycji pomocnika. Zawodnik klubu Mtibwa Sugar FC.

## Kariera klubowa
Shindika seniorską karierę rozpoczął w 2006 roku w zespole Simba SC. W 2008 roku zdobył z nim mistrzostwo Tanzanii. W 2009 roku podpisał kontrakt z norweskim klubem Kongsvinger IL z 1. divisjon. W tym samym roku awansował z nim do Tippeligaen. W tych rozgrywkach zadebiutował 5 kwietnia 2010 roku w przegranym 1:2 pojedynku z Aalesunds FK. W 2010 roku zajął z klubem 15. miejsce w lidze i spadł z nim do 1. divisjon. W latach 2013–2014 ponownie grał w Simba SC, a w 2014 przeszedł do Mtibwa Sugar FC.

## Kariera reprezentacyjna
W reprezentacji Tanzanii Shindika zadebiutował 2 września 2006 roku w wygranym 2:1 meczu kwalifikacji do Pucharu Narodów Afryki 2008 z Burkiną Faso, rozegranym w Dar es Salaam. Do 2013 roku rozegrał w niej 46 meczów i strzelił 2 gole.